# Legió IV Macedònica
La legió IV Macedonica va ser una legió romana creada per Juli Cèsar l'any 48 aC amb legionaris itàlics. L'any 70 l'emperador Vespasià la va llicenciar, però més tard va ser reconstituïda amb el cognomen de Flavia Felix. El seu emblema era un bou i un capricorn.
La constitució de la legió es va fer quan Juli Cèsar estava preparant la persecució de Pompeu, que després de l'arribada de Cèsar a Roma, havia fugit d'Itàlia i es trobava a Grècia. Les primeres batalles a les que es va enfrontar van ser la batalla de Dirràquium i la batalla de Farsàlia. Posteriorment la legió quedà estacionada a Macedònia, d'on prové el seu cognomen, esperant la marxa contra l'Imperi Part que Cèsar havia de dirigir i que no es va dur a terme pel seu assassinat. L'any 31 va participar en la batalla d'Àccium, i els veterans es van establir al Vèneto. L'any 30 aC August va transferir la legió a la Hispània Tarraconense dirigida per Marc Vipsani Agripa, per lluitar en les guerres càntabres. Una vegada finalitzades les campanyes la IV Macedonica va muntar el seu campament a Herrera de Pisuerga, on s'hi va estar uns cinquanta anys.
L'any 41 o més probablement el 43 l'emperador Calígula, (o segurament Claudi) la va enviar a la Germània Superior, per substituir la legió XIV Gemina que havia estat enviada a Britànnia, com a guarnició de Mogoncíacum (l'actual Magúncia). També és possible que la legió hagués marxat cap a Mogoncíacum l'any 39, quan Calígula lluitava contra els cats. Juntament amb la XXII Primigenia va donar suport a Vitel·lí durant l'any dels quatre emperadors (69), primer contra Otó i després contra Vespasià. Una vegada al poder, Vespasià confiava poc en les tropes de la IV Macedonica, de manera que la va llicenciar. Una part de les tropes van passar a formar part de la nova legió anomenada Legió IV Flavia Felix.